# Alvin W. Gouldner
Alvin Ward Gouldner (* 1920 in New York City; † 1980) war ein US-amerikanischer Soziologe. Von 1959 bis 1967 Professor der Soziologie an der Universität von New York, 1962 Präsident der Society for the Study of Social Problems, 1972–76 Professor der Soziologie in Amsterdam, war er ab 1967 Max-Weber-Professor der Soziologie an der Washington University.

## Wissenschaftliche Entwicklung
Seine frühen Arbeiten wie Patterns of Industrial Bureaucracy (1954) and Wildcat Strike (1955) entwickeln Aspekte der Theorie der Bürokratie von Max Weber weiter, bezogen auf Streiks, Management und soziale Kontrolle. Er hob die Handlungsmöglichkeiten der Arbeiterklasse hervor und die Tatsache industrieller Konflikte trotz entgegenwirkender bürokratischer Zwänge. Bezüge zu Webers Religionssoziologie kann man in seinen Schriften zu Technology and Moral Order entdecken.
Einen Richtungswechsel nahm er in den 1960ern vor. Er arbeitete an einem Projekt, das Studien zur historischen und kritischen Sozialtheorie von Platon, zum Marxismus und zur zeitgenössischen Soziologie hervorbrachte. In diesen Studien lehnte er die als Wertfreiheit geforderte Trennung von neutraler Wissenschaft, moralischem Diskurs und politischem Engagement ab. Seine Kritikpunkte fasste er zusammen in The Coming Crises of Western Sociology – nicht nur einer Studie zum Funktionalismus und Marxismus, sondern überhaupt über das damalige Verhältnis von soziologischer Wissenschaft und ihrer jeweiligen Gesellschaft. 1974 begründete er die Zeitschrift Theory and Society, in welcher er seine Auffassung von kritischer Soziologie weiter zur Geltung brachte.
Gouldner beschäftigte sich sodann besonders mit den Möglichkeiten des fortschreitenden sozialen Wandels, vor allem mit der Frage: Was können Intellektuelle zur Änderung ihrer eigenen Zukunft und zum Aufstieg als „Neue Klasse“ beitragen? Er rief die Soziologen zur Reflexion ihrer Theorien auf sowie ihrer eigenen Rolle in der Gesellschaft, insbesondere im Hinblick auf die Dialektik von Ideologie und Technik.
Nach seinem Tod wurde über die jeweiligen Einflüsse gestritten, die seine Vision einer kritischen Theorie geformt haben. Seine Sicht von Rationalität und Auffassung von kritischer Soziologie war beeinflusst von der Frankfurter Schule, aber sein Stil "radikaler Soziologie" und seine Perspektive waren mindestens ebenso sehr von Charles Wright Mills geprägt. Sein Interesse an Bürokratie, Macht und Wissen zeugen von seinem Interesse an der Soziologie Max Webers.

## Werke
- Die westliche Soziologie in der Krise. Rowohlt, 1974 (The coming crisis of Western sociology. Basic Books, 1970)
- Enter Plato: Classical Greece and the Origins of Social Theory. Basic Books, 1965.
- Die Intelligenz als neue Klasse. Campus, 1980, ISBN 3-593-32631-0
- Wildcat strike. Antioch Press, 1954.
- For Sociology: Renewal and Critique in Sociology Today. Allen Lane, 1973, ISBN 0-7139-0446-1 (eine Auswahl der Aufsätze aus diesem Buch erschien in deutscher Übersetzung: Reziprozität und Autonomie. Suhrkamp, Frankfurt am Main 1984)
- Patterns of Industrial Bureaucracy: Case Study of Modern Factory Administration. Collier Macmillan, 1954, ISBN 0-02-912730-0.
- The Dark Side of the Dialectic. Macmillan, 1980.
- The Two Marxisms: Contradictions and Anomalies in the Development of Theory. Oxford University Press, 1982, ISBN 0-19-503066-4.
- Cosmopolitans and Locals: Toward an Analysis of Latent Social Roles. Bobbs-Merrill, 1958.
- The norm of reciprocity: a preliminary statement. Bobbs-Merrill, College Division.